# Marblehead (Massachusetts)
Marblehead è un comune degli Stati Uniti d'America facente parte della contea di Essex nello stato del Massachusetts.